# Entephria ravaria
Entephria ravaria är en fjärilsart som beskrevs av Lederer 1853. Entephria ravaria ingår i släktet Entephria och familjen mätare. Inga underarter finns listade i Catalogue of Life.